# Sykiá (Phocide)
Sykiá (grec moderne : Συκιά) est une localité située dans le dème de Delphes, dans le district régional de Phocide, dans la périphérie de Grèce-Centrale, en Grèce.
Selon le recensement de 2021, elle compte 13 habitants.